# Jan van Orley

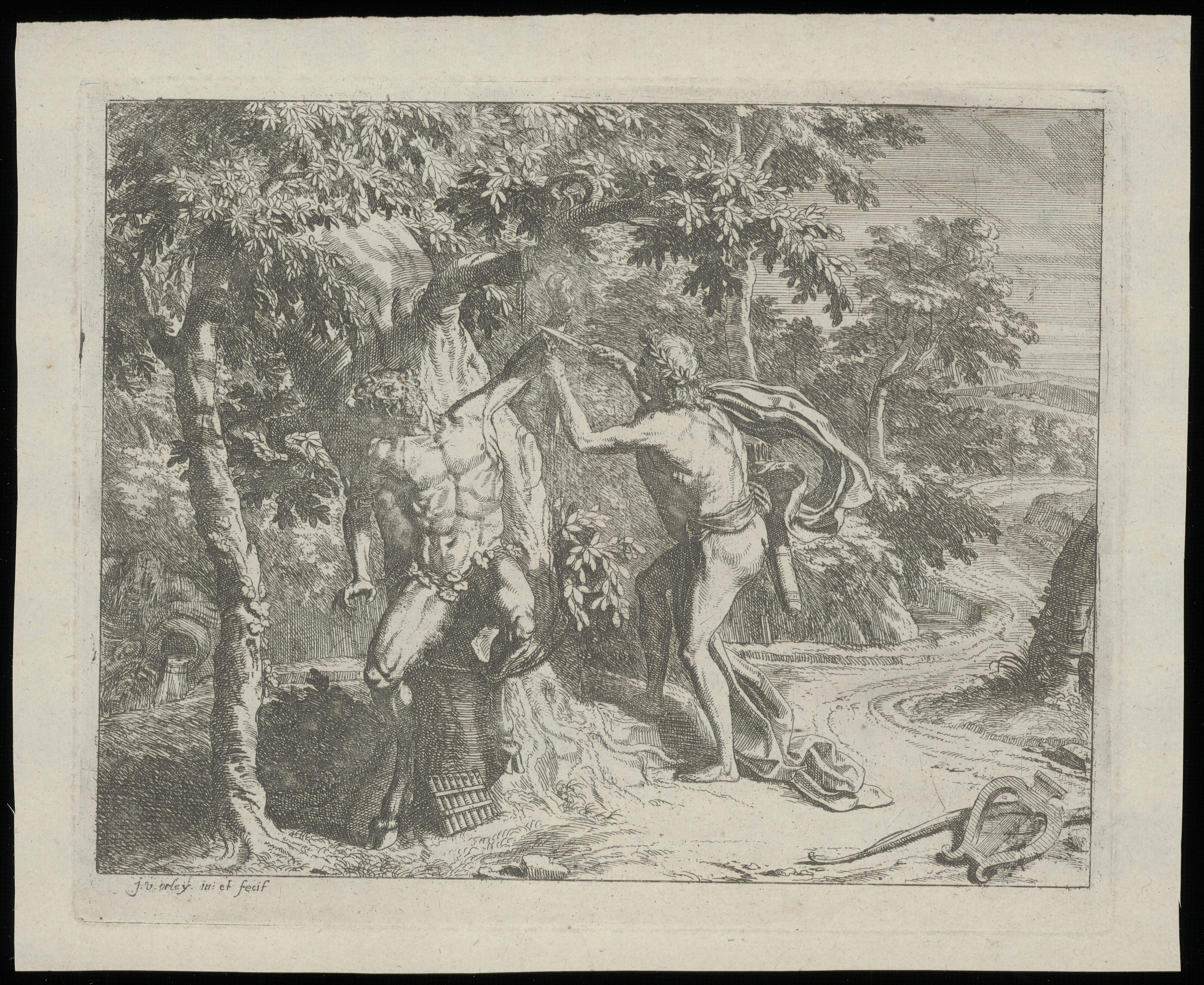
Prent met titel 'Apollo vilt de sater Marsyas'. Gemaakt door Jan van Orley (17de-18de eeuw).

Jan van Orley (Brussel, 4 januari 1665 - aldaar, 22 februari 1735) was een Zuid-Nederlands kunstschilder. Hij stond vooral bekend als ontwerper van wandtapijten. Hij was de broer van Richard van Orley, eveneens kunstschilder, en een verre verwant van de beroemde schilder en wandtapijtontwerper Barend van Orley.

## Leven en werk
Jan van Orley begon zijn carrière als specialist van miniatuurportretten. Na het bombardement van Brussel door Maarschalk de Villeroy in 1695 dienden er heel wat vernielde kerken en monumenten opnieuw te worden gedecoreerd. Jan kreeg hierdoor verschillende nieuwe opdrachten voor monumentale schilderijen voor nieuwe kloosters en burgerlijke instellingen. Onder meer de kruisiging voor de kapel van de Brusselse zwartzusters, en een 'Christus onder de schriftgeleerden' voor de Brusselse Sint-Niklaaskerk, dateren uit deze periode. Jans monumentale schilderstijl oriënteerde zich aanvankelijk nog op de voorbeelden van Rubens en de Italiaanse schilderkunst. Meer en meer werd Van Orley echter beïnvloed door de toenmalige classiciserende Franse barok. De hofschilders van Lodewijk XIV en in het bijzonder Charles Le Brun werden zijn voorbeelden. De invloed van de stijl van de Franse 'Grand siècle' is bijvoorbeeld duidelijk aan te wijzen in de ontwerpen voor de wandtapijtencyclus met acht scènes uit het leven van Christus (1730-31) in de Sint-Salvatorskathedraal in Brugge, en een soortgelijke serie, de Mozestapijten (ca. 1730-45), waarvan zich exemplaren in diverse musea bevinden.
Hij ontwierp ook wandtapijten met mythologische thema's, zoals de reeks met de verheerlijking van de goden, waarvan een editie vandaag de inkomhal van het Museum voor Schone Kunsten van Gent siert. Ook hier is de invloed van de Franse koninklijke schilder- en wandtapijtkunst duidelijk merkbaar. Van Orley was ook als portretschilder actief en voerde staatsieportretten uit van de heersers en landvoogden van de Nederlanden voor het Stadhuis van Brussel en het Stadhuis van Mechelen. Hierin was hij echter geen bijzonder oorspronkelijk kunstenaar. Hij volgde strikt de portretconventies van zijn tijd. De officiële portretten die hij voor diverse bestuurlijke instellingen vervaardigde waren meestal niet naar het leven geschilderd maar waren eigen adaptaties van reeds bestaande portretten van vorsten en edelen. Wel een originele creatie is het groepsportret van de raadsleden van het Lakengilde dat zich in het Brusselse stadhuis bevindt.
- Biblioteca Nacional de España: XX1549744
- Bibliothèque nationale de France: cb14966609q (data)
- Biografisch Portaal: 34640850
- Digitale Bibliotheek voor de Nederlandse Letteren: orle010
- Gemeinsame Normdatei: 124397646
- International Standard Name Identifier: 0000 0000 6637 353X
- KulturNav: a7815ee1-1694-44cd-bcb2-d5ac15cf0e0b
- Library of Congress Control Number: no2021056483
- National Gallery of Victoria: 5041
- RKD-Nederlands Instituut voor Kunstgeschiedenis: 60939
- Union List of Artist Names: 500000043
- Virtual International Authority File: 74123781